# Касінчук Петро Юрійович
Петро Юрійович Касінчук (9 травня 1929, Мельниця-Подільська — 13 травня 2012) — український громадсько-політичний діяч, голова братства ОУН-УПА Подільського краю «Лисоня», учасник Другої світової війни, воював у лавах Української Повстанської Армії. Нагороджений двома Золотими Хрестами за заслуги І класу в 1997 і 1999 роках.
Підрайоновий Юнацької ОУН (1944—1946), член ОУН (1946), політреферент чоти, а згодом сотні «Оселедець». У лютому 1946 року провід ОУН визнав Петра Касінчука кращим бійцем УПА. У березні того ж року в сутичці з підрозділом НКДБ заарештований і засуджений на 15 років каторжних робіт.

## Життєпис
Народився 9 травня 1929 року в містечку Мельниця-Подільська, нині Чортківського району Тернопільської області, Україна (тоді окупована поляками ЗУНР, за їх адмінподілом — Борщівський повіт Тарнопольського воєводства, Друга Річ Посполита).
Відбував покарання у таборах на Далекому Сході, зокрема в Магаданській області. У зв'язку зі смертю Йосипа Сталіна оголошено амністію, і оскільки Петро Касінчук був арештований ще неповнолітнім, його звільнено.
1955 року повернувся на Тернопільщину. Навчався у Глибочецькому училищі механізації та електрифікації народного господарства (Чернівецька область), згодом у Борщівському технікумі механізації сільського господарства (нині агротехнічний коледж). Закінчив Львівський політехнічний інститут (Тернопільський філіал) у 1968 році.
Працював на різних підприємствах та установах регіону, зокрема на Тернопільському комбайновому заводі.
Уникаючи арешту за розповсюдження праці Івана Дзюби «Інтернаціоналізм чи Русифікація», змушений працювати на будовах 5 років у місті Тюмень (нині Російська Федерація).
Від 1989 року — член УГС, співорганізатор тернопільської організації НРУ, Всеукраїнського товариства «Меморіал» імені Василя Стуса. У 1990—1993 роках — голова обласного товариства «Меморіал», делегат усіх форумів НРУ, всеукраїнського форуму українців. Учасник акцій Руху, створення Спілки політв'язнів і репресованих у Тернополі. Засновник і керівник Братства ОУН-УПА подільського краю «Лисоня» (1992 рік). Член Тернопільського обласного проводу Конгресу Українських Націоналістів, голова Булави Всеукраїнського Братства ОУН-УПА імені Романа Шухевича-Тараса Чупринки, діяльний в інших громадських організаціях.
Петро Касінчук посприяв створенню, проекту та встановленню пам'ятника Ярославу Стецьку.
У 2007 році був нагороджений орденом «За мужність» ІІІ ступеня.
13 травня 2012 року Петро Касінчук помер. Похований у Тернополі.